# 于尔根·泰勒
于尔根·泰勒（Juergen Teller，1964年1月28日—）是一位德国艺术摄影师、時裝攝影师。他曾在2003年获颁花旗银行摄影奖（Citibank Prize for Photography）；亦曾在2018年被国际摄影中心（International Center of Photography/ ICP）特别授予（Special Presentation ）“无限奖”（Infinity Award）。 